# Kasim Bazar
Kasim Bazar (o Cossimbazar) è una suddivisione dell'India, classificata come census town, di 10.175 abitanti, situata nel distretto di Murshidabad, nello stato federato del Bengala Occidentale. In base al numero di abitanti la città rientra nella classe IV (da 10.000 a 19.999 persone).

## Geografia fisica
La città è situata a 24° 7' 0 N e 88° 16' 60 E e ha un'altitudine di 16 m s.l.m..

## Società

### Evoluzione demografica
Al censimento del 2001 la popolazione di Kasim Bazar assommava a 10.175 persone, delle quali 5.243 maschi e 4.932 femmine. I bambini di età inferiore o uguale ai sei anni assommavano a 960, dei quali 461 maschi e 499 femmine. Infine, coloro che erano in grado di saper almeno leggere e scrivere erano 7.920, dei quali 4.354 maschi e 3.566 femmine.